# Diocese do Rio de Janeiro e Olinda-Recife
Diocese do Rio de Janeiro e Olinda-Recife, também chamada Eparquia ortodoxa do Brasil, e, para fins estritamente legais, Igreja Ortodoxa do Brasil, é uma circunscrição eclesiástica da Igreja Ortodoxa da Polônia com jurisdição sobre o Brasil.

## História
Foi estabelecida em 1991, embora a comunidade ortodoxa que a originou houvesse existido de 1986 a 1987 sob o Santo Sínodo de Milão, e desde 1989 sob a Igreja Ortodoxa da Polônia. Seu hierarca é o arcebispo Chrisóstomo, auxiliado pelo bispo de Olinda-Recife, Dom Ambrósio.

## Episcopado
- Chrisóstomo Muniz Freire (1992-) - Arcebispo do Rio de Janeiro e Olinda-Recife;
- Ambrósio Cubas (1998-) - Bispo de Recife, vigário do Rio de Janeiro e Olinda-Recife.

## Clero e adeptos
Em entrevista de 2011, Ambrósio numerou dois bispos, onze presbíteros, um monge, duas monjas, dois subdiáconos e um noviço servindo sete paróquias e dois mosteiros com uma população de 1.200 ortodoxos batizados pela instituição, embora alguns já relapsos.

## Organização
A eparquia possui aproximadamente sete paróquias em funcionamento, concentradas nos Estados do Rio de Janeiro, Pernambuco, Paraíba e Maranhão.
- Catedral da Santíssima Virgem Maria, Rio de Janeiro;
- Paróquia de São João, o Precursor, Cordeiro, Rio de Janeiro;
- Paróquia de São Bento de Núrsia, Ilha do Governador, Rio de Janeiro;
- Paróquia de São Jorge, o Vitorioso, Maricá, Rio de Janeiro;

### Vicariato do Recife
- Catedral da Teofania da Santíssima Trindade, Recife, Pernambuco;
- Paróquia da Santíssima Trindade, Olinda, Pernambuco;
- Paróquia de Santa Catarina, a Grande, Conde, Paraíba;
- Paróquia dos Santos Apóstolos Pedro e Paulo, Guarabira, Paraíba;
- Paróquia de São Tiago, Apóstolo, Raposa, Maranhão.